# Барыло (Белопольский район)
Барыло (укр. Барило) — село,
Вировский сельский совет,
Белопольский район,
Сумская область,
Украина.
Код КОАТУУ — 5920681802. Население по переписи 2001 года составляет 139 человек .

## Географическое положение
Село Барыло находится между реками Вир и Крыга.
На расстоянии до 2-х км расположены сёла Головачи, Виры и Синяк.
Через село проходит автомобильная дорога Т-1908.